# کانالوپاتی
کانالوپاتی‌ها‌ بیماری‌هایی هستند که در اثر اختلال در عملکرد زیر واحدهای مجرای یونی یا پروتئین‌های تنظیم کننده آنها ایجاد می‌شوند. این بیماری‌ها ممکن است مادرزادی (اغلب ناشی از جهش در ژن‌های کد کننده) یا اکتسابی (اغلب ناشی از حمله خود ایمنی به مجرای یونی) باشد.